# Estación de Charles de Gaulle - Étoile (Metro de París)
Charles de Gaulle - Étoile es una estación del Metro de París situada en los límites de los distritos VIII, XVI y XVII. Pertenece a las líneas 1, 2 y 6, siendo uno de los terminales de esta última. 
Ofrece una conexión con la línea A de la red de cercanías.
Debe su nombre al político y militar francés Charles de Gaulle y a la plaza donde se encuentra, antes conocida como Étoile.

## Historia
La estación se abrió al público el 1 de septiembre de 1900 con la llegada de la línea 1, la más antigua del metro de París. Poco después, el 2 de octubre de ese mismo año, se inauguró la estación de la línea 2 sur, una línea que pasaría a ser la línea 5 en el año 1907, convirtiéndose en la actual línea 6 el 6 de octubre de 1942. Por su parte, la estación de la línea 2 data de diciembre de 1900. 
Conocida como estación de Étoile hasta el 21 de febrero de 1970 fue rebautizada en ocasión de la muerte de Charles de Gaulle a Charles de Gaulle - Étoile. A diferencia de la plaza Charles de Gaulle, la estación si conserva oficialmente la tradicional denominación de Étoile.

## Descripción

### Estación de la línea 6
Diseñada en bóveda elíptica, se compone de dos andenes laterales y dos vías. 
Aunque se alejó del estilo clásico del metro parisino al verse afectada por el estilo Mouton-Duvernet en los años 60, actuaciones recientes realizadas en el año 2010 le han devuelto su clásico diseño con un absoluto predominio de los azulejos blanco biselados en todo el recinto. Su nueva iluminación se realiza ahora empleando el modelo vagues (olas) con estructuras casi adheridas a la bóveda que sobrevuelan ambos andenes proyectando la luz en varias direcciones. La señalización por su parte usa la moderna tipografía Parisine LED donde el nombre de la estación aparece en letras blancas sobre un panel metálico de color azul. Por último, los asientos de la estación son los modernos Coquille o Smiley, unos asientos en forma de cuenco inclinado para que parte del mismo pueda usarse como respaldo y que poseen un hueco en la base en forma de sonrisa  

### Estación de la línea 2
Se compone de dos andenes laterales ligeramente curvados y de dos vías. 
A diferencia de la estación de la línea 1, esta sí conserva aún el estilo Vavin caracterizado por la ausencia de los clásicos azulejos blancos biselados siendo estos sustituidos por azulejos de color naranja de diversos tonos que cubren parte de las paredes. La bóveda elíptica no aparece revestida por ningún material. La iluminación es también la propia del estilo y se realiza con dos hileras de lámparas rectangulares prácticamente adheridas a la bóveda que recorren la totalidad de los dos andenes. Al carecer del poder reflectante de los azulejos blancos, este estilo requiere una mayor iluminación artificial. La señalización sí que ha sido renovada usando la moderna tipografía Parisine donde el nombre de la estación aparece en letras blancas sobre un panel metálico de color azul. Por último, los asientos de la estación ordenados en bloques de seis son rojos, individualizados y de tipo Denfert-Rochereau

### Estación de la línea 6

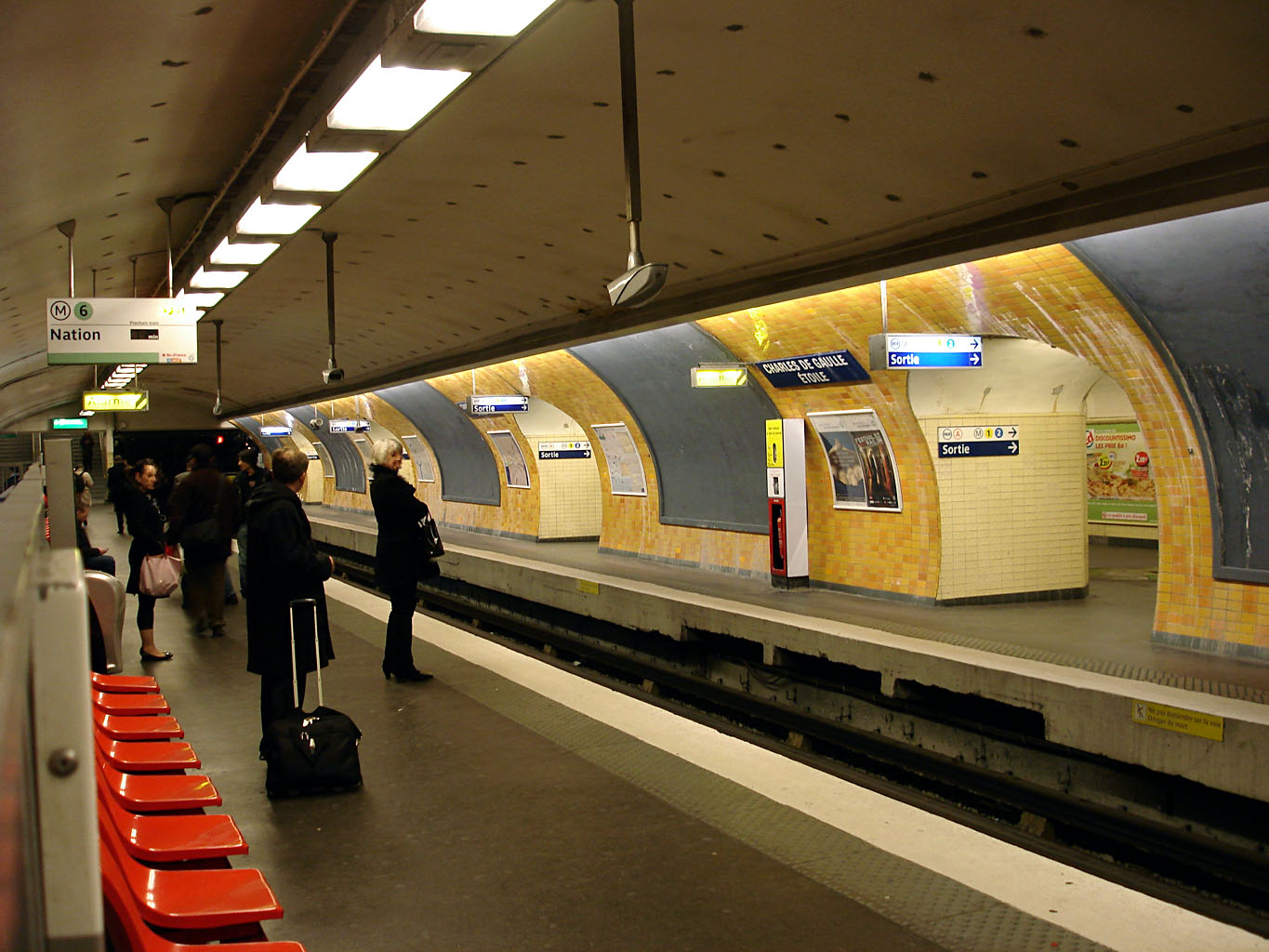
La estación de la línea 6, con viajeros esperando en uno de los andenes, ya que el otro solo sirve para bajar.

La estación de la línea 6 ofrece más peculiaridades dada su condición de terminal de la línea que se manifiesta con la existencia de un bucle de retorno que permite a los trenes girar y retomar su marcha en dirección Nation. Por ello solo dispone de una vía y de dos andenes: el que se encuentra a la izquierda del tren sirve para bajar, mientras que el situado a su derecha sirve para subir en dirección a la estación de Kléber donde los convoyes hacen una parada mucho más larga que la realizada en Charles de Gaulle - Étoile donde apenas se detiene.
En cuanto a su diseño, no muestra grandes diferencias con la estación de la línea 2, ya que también conserva el estilo Mouton, de hecho en este caso los azulejos de color naranja sí cubren toda la pared. La otra variación es que la tipografía empleada en los carteles no es la Parisine, y sí la Motte.

## Accesos
La estación de metro tiene hasta diez accesos, dos de ellos en la avenida Carnot.
- Acceso 1: a la altura de la avenida de los Campos Elíseos.
- Acceso 2: a la altura de la avenida de Friedland.
- Acceso 3: a la altura de la avenida Hoche.
- Acceso 4: a la altura de la avenida de Wagram.
- Acceso 5: a la altura de la avenida Carnot, lado par,
- Acceso 5: a la altura de la avenida Carnot, lado impar.
- Acceso 6: a la altura de la avenida de la Grande Armée.
- Acceso 7: a la altura de la calle de Presbourg.
- Acceso 8: a la altura de la avenida Foch.
- Acceso 9: a  a altura de la calle Beaujon.